# 퍄트니츠코예 쇼세역
퍄트니츠코예 쇼세 역(러시아어: Пятницкое шоссе)은 모스크바 지하철 아르바츠코 포크롭스카야 선의 역이다. 이 역은 아르바츠코 포크롭스카야 선의 북서쪽 종착역이다. 역은 퍄트니츠코예 고속도로와 미틴스카야 거리 교차로 하부에 있다.

## 역사
퍄트니츠코예 쇼세 역은 2012년 12월 28일에 개장하였다.